# 五饼二鱼堂
五饼二鱼堂是位於以色列西北部加利利湖西北岸的塔布加的天主教會教堂，靠近迦百农，纪念耶稣用五饼二鱼喂饱五千人的神迹。
该堂最早始建于380年，由西班牙朝圣者建造。在480年，该堂扩建。614年，波斯人摧毁了原来的拜占庭教堂，其确切位置不为人所知。直到1888年，天主教科隆总教区的德国天主教巴勒斯坦协会（Deutsche Katholische Palaestinamission）找到这个地点，于1892年开始考古发掘，发现了5世纪教堂的马赛克镶嵌画，以及4世纪小堂的基础。目前的教堂与5世纪拜占庭教堂的平面相同。自1939年以来由本笃会管理，为耶路撒冷Dormition Abbey的分院。
该堂有一个通廊和两个侧廊。祭台下面是一块发掘出来的石灰石，被认为是放置五饼二鱼的石头。
该堂主要的亮点是其5世纪的马赛克镶嵌画。这些马赛克是已知最早的圣地基督教艺术中花样路面的例子，描绘各种湿地鸟类和植物，在一个突出的地方描绘了莲花。这种花不是产自本地，暗示了艺术家使用了古罗马和早期拜占庭艺术中常见的尼罗河风景。其他图案描绘加利利的植物和动物。祭台前面的马赛克镶嵌画描绘了两条鱼和一篮饼。
现代的教堂内还保留了中庭（atrium）左入口、玄武岩铺路石，和后殿门楣的一部分。在祭台右侧的玻璃下面，能看到4世纪教堂的基础。庭院内有玄武岩 presses 和洗礼池。

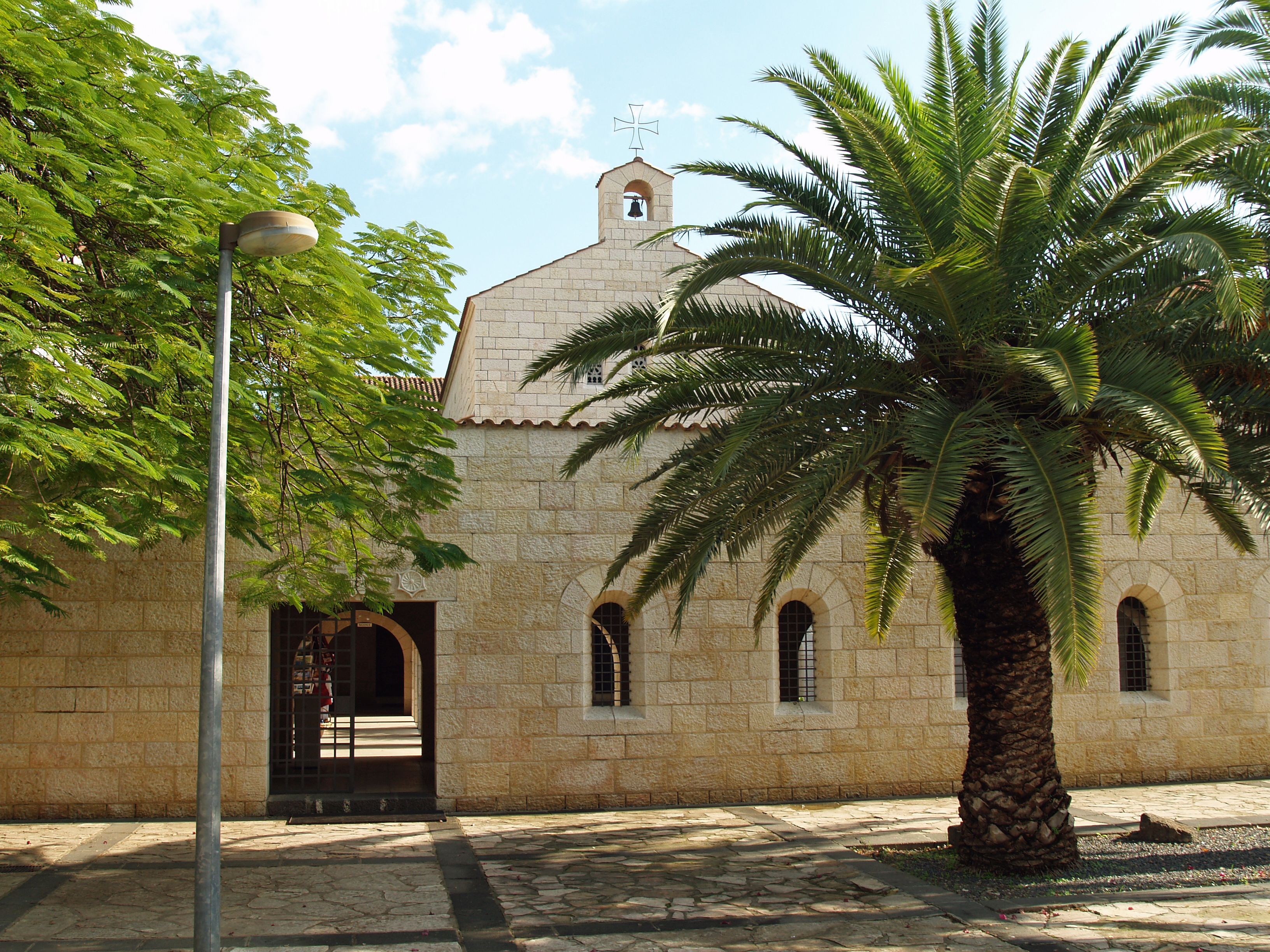
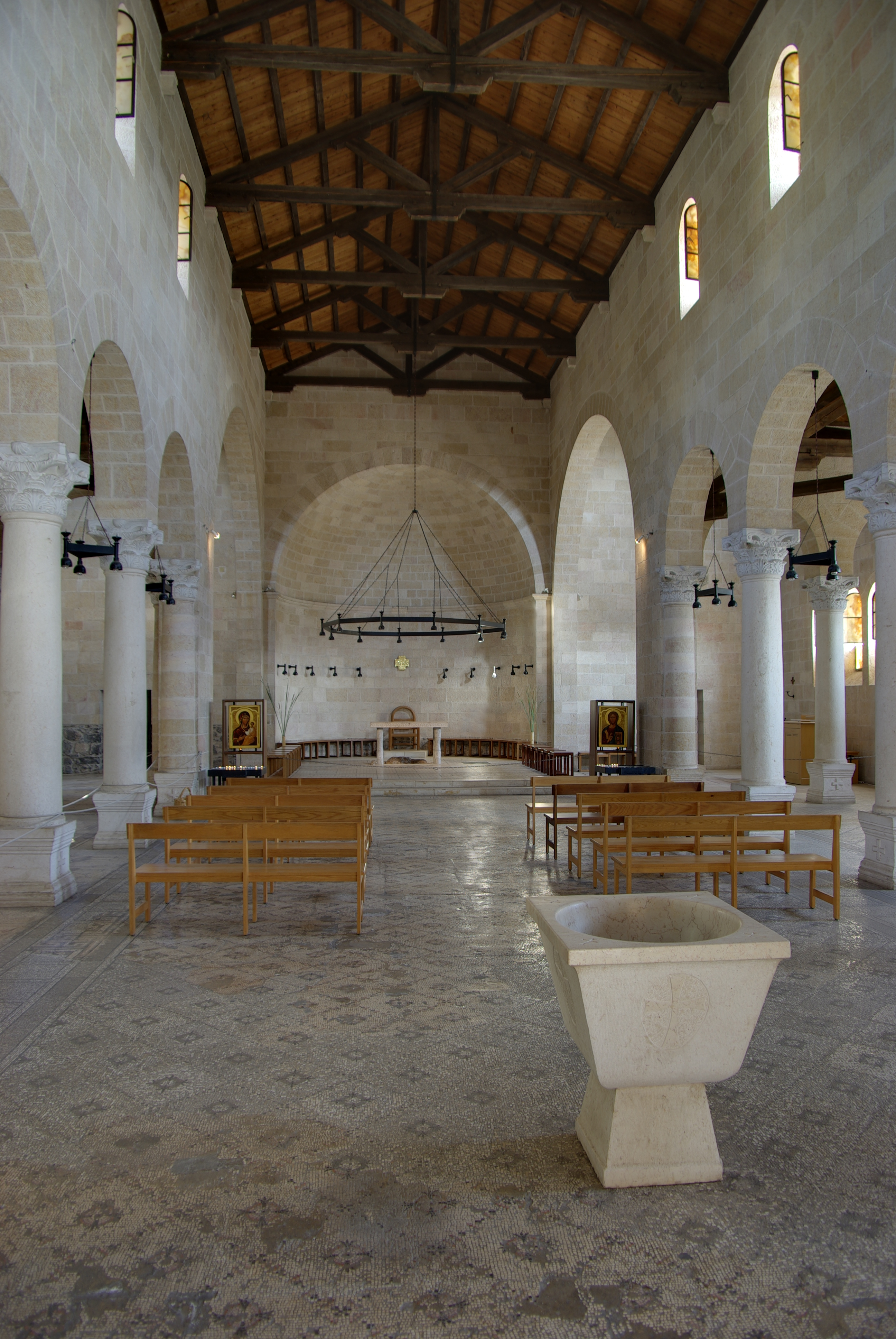
内部
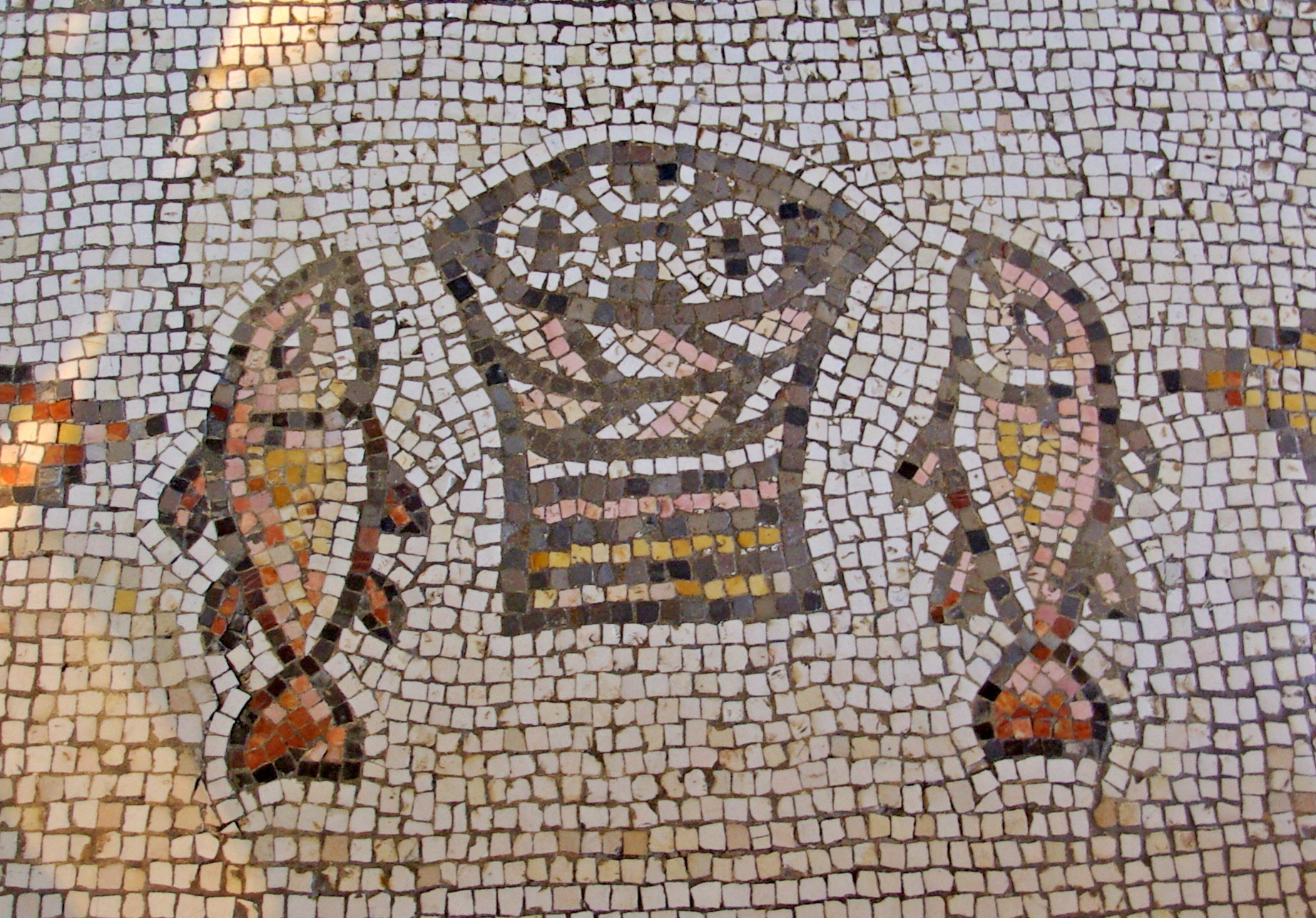
教堂的马赛克

## 外部連結
- Israel Ministry of Foreign Affairs
- Church of the Loaves and Fishes, Tabgha

32°52′24″N 35°32′55″E / 32.87333°N 35.54861°E